# بالوس فيرديس إستيتس
بالوس فيرديس إستيتس، هي إحدى مدن مقاطعة لوس أنجليس، كاليفورنيا. تم إعطاءها لقب مدينة في 20 ديسمبر، 1939.

## التركيبة السكانية
حدّد مكتب تعداد الولايات المتحدة بيانات التركيبة السكانية لبالوس فيرديس إستاتيس في تعداد الولايات المتحدة. في ما يلي، التركيبة السكانية حسب تعدادي 2000 و2010.

### تعداد عام 2000
بلغ عدد سكان بالوس فيرديس إستاتيس 13,340 نسمة بحسب تعداد عام 2000، وبلغ عدد الأسر 4,993 أسرة وعدد العائلات 4,117 عائلة مقيمة في المدينة. في حين سجلت الكثافة السكانية 1,079.3 نسمة لكل كيلومتر مربع (2,795.4/ميل2). وبلغ عدد الوحدات السكنية 5,202 وحدة بمتوسط كثافة قدره 420.9 لكل كيلومتر مربع (1,090.1/ميل2).
وتوزع التركيب العرقي للمدينة بنسبة 78.32% من البيض و0.99% من الأمريكيين الأفارقة و0.13% من الأمريكيين الأصليين و17.14% من الأمريكيين ذوي الأصول الآسيوية و0.12% من سكان جزر المحيط الهادئ و0.60% من الأعراق الأخرى و2.70% من عرقين مختلطين أو أكثر و2.83% من الهسبانيون أو اللاتينيون من أي عرق.
بلغ عدد الأسر 4,993 أسرة كانت نسبة 34.2% منها لديها أطفال تحت سن الثامنة عشر تعيش معهم، وبلغت نسبة الأزواج القاطنين مع بعضهم البعض 75.7% من أصل المجموع الكلي للأسر، ونسبة 4.7% من الأسر كان لديها معيلات من الإناث دون وجود شريك، بينما كانت نسبة 2.1% من الأسر لديها معيلون من الذكور دون وجود شريكة وكانت نسبة 17.5% من غير العائلات. تألفت نسبة 15% من أصل جميع الأسر من عدة أفراد يعيشون في نفس المنزل ونسبة 8.2% كانت تتألف من شخص يعيش بمفرده يبلغ من العمر 65 عاماً أو أكثر. وبلغ متوسط حجم الأسرة المعيشية 2.67، أما متوسط حجم العائلات فبلغ 2.96.
بلغ العمر الوسطي للسكان 46.7 عاماً. وكانت نسبة 23.2% من القاطنين تحت سن الثامنة عشر، وكانت نسبة 4.1% بين الثامنة عشر والرابعة والعشرين عاماً، ونسبة 19.8% كانت واقعةً في الفئة العمرية ما بين الخامسة والعشرين والرابعة والأربعين عاماً، ونسبة 33% كانت ما بين الخامسة والأربعين والرابعة والستين، ونسبة 19.9% كانت ضمن فئة الخامسة والستين عاماً فما فوق. يوجد لكل 100 أنثى 96.2 ذكر، ويوجد لكل 100 أنثى في الثامنة عشر من عمرها فما فوق 92.9 ذكر.
بلغ متوسط دخل الأسرة في المدينة 123,534 دولارًا، أما متوسط دخل العائلة فبلغ 133,563 دولارًا. وكان متوسط دخل الذكور 100,001 دولارًا مقابل 58,580 دولارًا للإناث. وسجل دخل الفرد الخاص بالمدينة 69,040 دولارًا. وكانت نسبة 1.1% من العائلات ونسبة 2.2% من السكان تحت خط الفقر، وكان من هؤلاء نسبة 2.6% تحت سن الثامنة عشر ونسبة 1.2% في الخامسة والستين من العمر وما فوق.

### تعداد عام 2010
بلغ عدد سكان بالوس فيرديس إستاتيس 13,438 نسمة بحسب تعداد عام 2010، وبلغ عدد الأسر 5,066 أسرة وعدد العائلات 4,083 عائلة مقيمة في المدينة. في حين سجلت الكثافة السكانية 1,087.2 نسمة لكل كيلومتر مربع (2,815.8/ميل2). وبلغ عدد الوحدات السكنية 5,283 وحدة بمتوسط كثافة قدره 427.4 لكل كيلومتر مربع (1,107.0/ميل2).
وتوزع التركيب العرقي للمدينة بنسبة 76.99% من البيض و1.20% من الأمريكيين الأفارقة و0.16% من الأمريكيين الأصليين و17.28% من الأمريكيين ذوي الأصول الآسيوية و0.06% من سكان جزر المحيط الهادئ و0.70% من الأعراق الأخرى و3.62% من عرقين مختلطين أو أكثر و4.70% من الهسبانيون أو اللاتينيون من أي عرق.
بلغ عدد الأسر 5,066 أسرة كانت نسبة 33.3% منها لديها أطفال تحت سن الثامنة عشر تعيش معهم، وبلغت نسبة الأزواج القاطنين مع بعضهم البعض 72% من أصل المجموع الكلي للأسر، ونسبة 5.8% من الأسر كان لديها معيلات من الإناث دون وجود شريك، بينما كانت نسبة 2.7% من الأسر لديها معيلون من الذكور دون وجود شريكة وكانت نسبة 19.4% من غير العائلات. تألفت نسبة 16.7% من أصل جميع الأسر من عدة أفراد يعيشون في نفس المنزل ونسبة 10.5% كانت تتألف من شخص يعيش بمفرده يبلغ من العمر 65 عاماً أو أكثر. وبلغ متوسط حجم الأسرة المعيشية 2.65، أما متوسط حجم العائلات فبلغ 2.97.
بلغ العمر الوسطي للسكان 49.9 عاماً. وكانت نسبة 23.2% من القاطنين تحت سن الثامنة عشر، وكانت نسبة 4.4% بين الثامنة عشر والرابعة والعشرين عاماً، ونسبة 13.3% كانت واقعةً في الفئة العمرية ما بين الخامسة والعشرين والرابعة والأربعين عاماً، ونسبة 35% كانت ما بين الخامسة والأربعين والرابعة والستين، ونسبة 24.2% كانت ضمن فئة الخامسة والستين عاماً فما فوق. وتوزع التركيب الجنسي للسكان بنسبة 48.8% ذكور و51.2% إناث.